# 維普扎河
54°26′25″N 16°22′38″E / 54.44028°N 16.37722°E

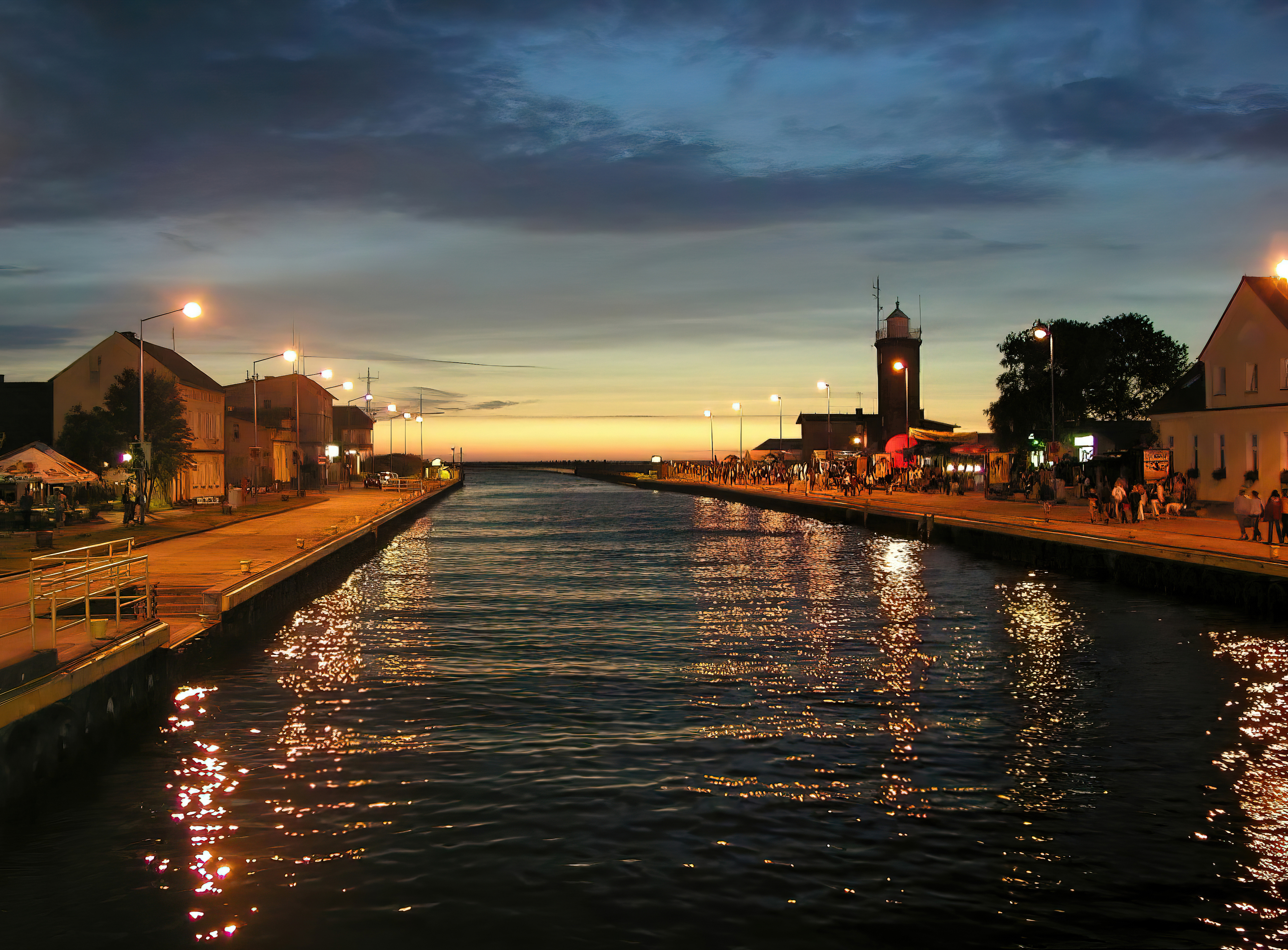

維普扎河是波蘭的河流，位於該國西北部，河道全長140公里，流域面積2,173平方公里，最終注入波羅的海，河口處在達爾沃沃，河畔城鎮有肯皮采和斯瓦夫諾。